# 松本梨香のヨコハマウィークエンド・スタイル!
松本梨香のヨコハマ ウィークエンド・スタイル!（まつもとりかのヨコハマ ウィークエンド・スタイル）は2005年10月7日から2009年10月2日まで毎週金曜9:30 - 10:55にラジオ日本で放送されていたワイド番組。パーソナリティは地元横浜出身の松本梨香で、彼女の冠番組。
毎週金曜日に横浜の本社スタジオからの生放送。番組は全く別になるものの、月～木に放送されているザ・ホットライン～ヨコハマろはす～の金曜版の位置づけである為か、一部コーナーは共通の時間で放送されていた。終了後はザ・ホットライン～ヨコハマろはす～の放送曜日が金曜まで拡大した。

## タイムテーブル
※は月～木と同枠
- 9:30　オープニング
- 9:40　※ラジオ日本特選ラジオショッピング
- 9:45　横浜流行ガイド
- 9:50　※日テレ イチオシchoice!
- 9:55　※読売新聞ニュース・天気予報
- 10:00　梨香のウィークエンドスタイル
- 10:20　新コーナー
- 10:30　※ラジオ日本交通情報 【神奈川】【東京】
- 10:35　※坂上みきのエンタメgogo!!
- 10:45　ラジオ日本特選ラジオショッピング
- 10:50　ヨコハマ ザ ムービー
- 10:55　エンディング

## 備考
- 2009年春に横浜市内で公開録音を行った。